# Karl Wilhelm Valentiner
Karl Wilhelm Friedrich Johann Valentiner (Eckernförde, 22 febbraio 1845 – Berlebeck bei Detmold, 1º aprile 1931) è stato un astronomo tedesco.

## Biografia
Fino al 1863, Valentiner frequentò la Thomasschule di Lipsia.
Dopo aver conseguito il dottorato di ricerca, nel 1874 Valentiner prese parte a una spedizione tedesca di successo per l'osservazione di una eclisse solare a Zhifu (Cina).
Nel 1875 fu nominato direttore dell'osservatorio di Mannheim. Dal momento che le condizioni di osservazione nel centro della città di Mannheim andavano via via peggiorando, Valentiner sostenne il trasferimento dell'osservatorio a Karlsruhe (Volkssternwarte Karlsruhe), che fu approvato nel 1880 dal Granduca Federico I di Baden. I telescopi dovettero essere comunque ospitati temporaneamente in un rifugio presso il Nymphenpark del Museo statale di storia naturale di Karlsruhe. Con grande fastidio di Valentiner, che nel frattempo era stato nominato professore presso il Karlsruher Institut für Technologie, a Karlsruhe non fu costruito per il momento alcun nuovo osservatorio, perché per quello era stata scelta una diversa ubicazione sul monte Königstuhl, vicino ad Heidelberg.
Dopo l'istituzione del "Großherzoglichen Bergsternwarte" (l'odierno Landessternwarte Heidelberg-Königstuhl), nel 1898 Valentiner assunse la direzione del Dipartimento di Astrometria, che era in competizione con il Dipartimento di Astrofisica di Max Wolf.  Nel 1909, Valentiner divenne professore emerito, dopo che i due Dipartimenti si fusero sotto la guida di Wolf.
Fu anche professore di Astronomia presso la Ruprecht-Karls-Universität di Heidelberg.

## Opere
- (DE)  Handwörterbuch der Astronomie in vier Bänden, Breslau
- (DE)  Astronomische Bilder, Leipzig, 1881